# Pinus rzedowskii
Pinus rzedowskii es una especie de conífera perteneciente a la familia de las pináceas. Fue descubierta en 1969 y es endémica de México. Se encuentra amenazada por la pérdida de hábitat. Su nombre científico significa "pino de Rzedowski",

## Descripción
Esta especie representa un enigma taxonómico en muchos sentidos, ya que su morfología es intermedia entre las especies del subgénero Strobus (Haploxylon) y las del subgénero Pinus (Diploxylon). Llegan a medir hasta 30 m de altura y los árboles maduros presentan una corona de ramificaciones muy irregular. La corteza es de color marrón oscuro, con fisuras profundas.

## Taxonomía
Pinus rzedowskii fue descrita por Madrigal & M.Caball.  y publicado en Boletin Técnico (Instituto Nacional de Investigaciones Forestales) 26: 1, f. 1–8. 1969.
Etimología
Pinus: nombre genérico dado en latín al pino.
rzedowskii: epíteto otorgado en homenaje al botánico mexicano-polaco Jerzy Rzedowski.